# Varsoda
Varsoda o Varsora (Warsora o Warsoda) fou un estat tributari protegit a l'agència de Mahi Kantha, presidència de Bombai amb una superfície de 28 km² i una població el 1881 de 4.051 habitants repartits en 6 pobles. Fou governat per la dinastia Chavda de rajputs chaores. Varsoda fou fundada pel thakur Surajmalji. Thakur Gambhirsinhji que governava a l'inici del segle XIX era successor en catorzena generació, i el va succeir el seu germà Motisinhji mort el 1858. Aquest va tenir com a successor al seu fill Kishorsinhji (1858-1919) i aquest va tenir com a successor al seu net Joravarsinhji (1919-1948). El 10 de juny de 1948 l'estat va accedir a l'Índia i va desaparèixer. Els ingressos s'estimaven en 1208 lliures i el tribut de 158 lliures es pagava al Gaikwar de Baroda.